# Classics (álbum de Triumph)
Classics es el primer álbum recopilatorio de la banda canadiense de hard rock Triumph y fue publicado en 1989.  En este álbum recopilatorio se encuentran canciones de todos sus álbumes excepto de Triumph y Surveillance. En la versión de disco compacto viene incluida la canción «A World of Fantasy».

## Lista de canciones

### Formato de vinilo

#### Lado A
| A Side |                          |                                                                                    |          |  |
| N.º    | Título                   | Escritor(es)                                                                       | Duración |  |
| 1.     | «Tears in the Rain»      | Rik Emmett / Michael Levine / Gil Moore / Joe Diffie / Wayne Perry / Lonnie Wilson | 3:53     |  |
| 2.     | «Hold On»                | Emmett / Moore / Ian Levine                                                        | 6:05     |  |
| 3.     | «I Live for the Weekend» | Emmett / Levine / Moore                                                            | 5:18     |  |
| 4.     | «Magic Power»            | Emmett / Levine / Moore                                                            | 4:54     |  |
| 5.     | «Follow your Heart»      | Emmett / Levine / Moore                                                            | 3:27     |  |

#### Lado B
| B side |                        |                         |          |  |
| N.º    | Título                 | Escritor(es)            | Duración |  |
| 6.     | «Fight the Good Fight» | Emmett / Levine / Moore | 6:20     |  |
| 7.     | «Spellbound»           | Emmett / Levine / Moore | 5:11     |  |
| 8.     | «Somebody's Out There» | Emmett / Levine / Moore | 4:05     |  |
| 9.     | «Lay It on the Line»   | Emmett / Levine / Moore | 4:04     |  |
| 10.    | «Rock & Roll Machine»  | Emmett / Levine / Moore | 6:55     |  |

### Formato en disco compacto
| A Side |                          |                                                                                    |          |  |
| N.º    | Título                   | Escritor(es)                                                                       | Duración |  |
| 1.     | «Tears in the Rain»      | Rik Emmett / Michael Levine / Gil Moore / Joe Diffie / Wayne Perry / Lonnie Wilson | 3:53     |  |
| 2.     | «Hold On»                | Emmett / Moore / Ian Levine                                                        | 6:05     |  |
| 3.     | «I Live for the Weekend» | Emmett / Levine / Moore                                                            | 5:18     |  |
| 4.     | «Magic Power»            | Emmett / Levine / Moore                                                            | 4:54     |  |
| 5.     | «Follow Your Heart»      | Emmett / Levine / Moore                                                            | 3:27     |  |
| 6.     | «A World of Fantasy»     | Emmett / Levine / Moore                                                            | 5:02     |  |
| 7.     | «Fight the Good Fight»   | Emmett / Levine / Moore                                                            | 6:20     |  |
| 8.     | «Spellbound»             | Emmett / Levine / Moore                                                            | 5:11     |  |
| 9.     | «Somebody's Out There»   | Emmett / Levine / Moore                                                            | 4:05     |  |
| 10.    | «Lay It on the Line»     | Emmett / Levine / Moore                                                            | 4:04     |  |
| 11.    | «Rock & Roll Machine»    | Emmett / Levine / Moore                                                            | 6:55     |  |

## Formación
- Rik Emmett — voz y guitarra
- Gil Moore — voz y batería
- Michael Levine — bajo y teclado